# Allí abajo
Allí abajo es una serie de televisión española de comedia producida por Plano a plano para el canal Antena 3. Ha sido criticada por la similitud de su trama con la de la película Ocho apellidos vascos, aunque según sus creadores, la idea de la serie es anterior a la citada película y tiene más puntos en común con la francesa Bienvenidos al norte.
La serie se estrenó el martes 7 de abril de 2015 y finalizó su primera temporada el martes 30 de junio del mismo año, con un total de 13 capítulos. El 26 de mayo de 2015, la serie fue renovada por una segunda temporada, cuyo estreno fue el 12 de febrero de 2016 y finalizó el 24 de mayo del mismo año, con 15 episodios en total. El 14 de abril de 2016 se renovó por una tercera temporada, tras suficientes datos de audiencia de la anterior, que comenzó el 20 de marzo de 2017 y finalizó el 3 de junio del mismo año, constando de 16 episodios. El 10 de mayo de 2017, ante los buenos resultados de audiencia de la anterior, se renovó la serie por una cuarta temporada, que se estrenó el 2 de abril de 2018 y finalizó el 9 de julio del mismo año, con 15 episodios en total. El 28 de junio de 2018, pese a los datos discretos de la anterior, se renovó la serie por una quinta y última temporada, la cual se estrenó el 10 de marzo de 2019 y finalizó, cerrando la serie, el 11 de junio, con 10 episodios. La canción de entrada, tema principal y banda sonora original están compuestas por César Benito.

## Sinopsis
La serie gira en torno a Iñaki (Jon Plazaola), un vasco de treinta y cinco años que nunca ha salido del País Vasco. Vive con su madre, Maritxu (Ane Gabarain), la clásica matriarca vasca, absorbente y dominante, que ve a Iñaki como un niño eterno incapaz de funcionar por su cuenta en la vida. El único intercambio afectivo que mantiene Iñaki es con sus amigos de toda la vida. En el bar que regenta Iñaki, heredado de su difunto padre, trabaja Nekane (Alazne Etxebarria), una camarera que está locamente enamorada de él. 
Mientras la vida de Iñaki transcurre plácidamente, un día se ve obligado a acompañar a su madre a Sevilla en un viaje del Imserso para el que no está preparado. Para Iñaki, nada volverá a ser lo mismo una vez esté allí, ya que su madre entra en coma y su ingreso en la Clínica Híspalis desencadenará una serie de acontecimientos que, unidos a la atracción que Iñaki comienza a sentir hacia Carmen (María León), la jefa de enfermería, supondrán para el vasco la prolongación de su estancia "allí abajo".

## Reparto

### Reparto protagonista
| Actor / Actriz    | Personaje                     | Temporadas  | Temporadas  | Temporadas  | Temporadas  | Temporadas  |
| Actor / Actriz    | Personaje                     | 1           | 2           | 3           | 4           | 5           |
| ----------------- | ----------------------------- | ----------- | ----------- | ----------- | ----------- | ----------- |
| Jon Plazaola      | Iñaki Irazabalbeitia Galartza | Principal   | Principal   | Principal   | Principal   | Principal   |
| María León        | Carmen Almonte Morales        | Principal   | Principal   | Principal   | Principal   | Principal   |
| Alfonso Sánchez   | Rober Almenar Llorente        | Principal   | Principal   | Invitado    |             |             |
| Salva Reina       | José Gregorio Narváez Murillo | Principal   | Principal   | Principal   | Principal   | Principal   |
| Mari Paz Sayago   | Dolores Ocaña Montoro         | Principal   | Principal   | Principal   | Principal   | Principal   |
| Óscar Terol       | Antxón Oleaga                 | Principal   | Principal   | Principal   | Principal   | Principal   |
| Gorka Aguinagalde | Koldo Intxaustegui            | Principal   | Principal   | Principal   | Principal   | Principal   |
| Iker Galartza     | Peio                          | Principal   | Principal   | Principal   | Principal   | Principal   |
| Ane Gabarain      | Maritxu Galartza              | Principal   | Principal   | Principal   | Principal   | Principal   |
| Maribel Salas     | Begoña Galartza               | Principal   | Principal   | Principal   | Principal   | Principal   |
| Santi Ugalde      | Sabino Goikolea               | Principal   | Principal   | Principal   | Principal   | Principal   |
| Alberto López     | Rafael "Rafi" Almonte Morales | Principal   | Principal   | Principal   | Principal   |             |
| Noemí Ruiz        | Trinidad Trini Lozano         | Principal   | Principal   | Principal   | Principal   |             |
| Alazne Etxevarría | Nekane                        | Principal   | Principal   |             |             |             |
| Beatriz Cotobal   | Isabelita Pereira             | Principal   | Principal   | Principal   | Recurrente  |             |
| Teresa Quintero   | Ángela Parrón Quintana        | Principal   | Principal   | Principal   | Principal   | Invitada    |
| Rocío Molina      | Irene Escobar Lucio           | Principal   | Principal   | Principal   | Principal   | Principal   |
| Carmen Frigolet   | Merche                        | Principal   | Principal   | Principal   | Principal   | Principal   |
| Antonia Gómez     | Piedad                        | Principal   | Principal   | Principal   | Principal   | Principal   |
| Mariano Peña      | Benito Benjumea               | Coprincipal | Coprincipal | Coprincipal | Coprincipal | Coprincipal |
| Carmina Barrios   | Luci                          | Coprincipal | Coprincipal | Coprincipal | Coprincipal | Coprincipal |
| Pepo Oliva        | Antonio Almonte               |             | Principal   | Recurrente  | Invitado    |             |
| Eloína Marcos     | Elena Lozano                  |             | Principal   |             |             |             |
| David Arnaiz      | Cristóbal Benjumea            | Recurrente  | Recurrente  | Principal   | Principal   | Principal   |
| Nerea Garmendia   | Gotzone Abaroa                |             |             | Principal   | Principal   | Principal   |
| Gorka Otxoa       | Horacio Basauri               |             |             | Coprincipal | Coprincipal |             |
| Elena Irureta     | Rosa Mari                     |             |             | Coprincipal | Coprincipal |             |
| Jimmy Castro      | Tommy Ochoa                   |             |             |             |             | Principal   |
| Kao Chenmin       | Wan                           |             |             |             |             | Principal   |
| Songa Park        | Jin                           |             |             |             |             | Principal   |
| Rocío Peláez      | Lola Mata                     |             |             |             |             | Principal   |
| Paco Tous         | Epifanio Mata                 |             |             |             |             | Coprincipal |

## Temporadas, episodios y audiencias
| Temporadas | Temporadas | Episodios | Estreno               | Final               | Audiencia media | Audiencia media | Audiencia media |
| Temporadas | Temporadas | Episodios | Estreno               | Final               | Espectadores    | Cuota           |                 |
| ---------- | ---------- | --------- | --------------------- | ------------------- | --------------- | --------------- | --------------- |
|            | 1          | 13        | 7 de abril de 2015    | 30 de junio de 2015 | 4 283 000       | 22,5%           |                 |
|            | 2          | 15        | 12 de febrero de 2016 | 24 de mayo de 2016  | 3 170 000       | 18,3%           |                 |
|            | 3          | 16        | 20 de marzo de 2017   | 3 de julio de 2017  | 3 144 000       | 19,9%           |                 |
|            | 4          | 15        | 2 de abril de 2018    | 9 de julio de 2018  | 2 241 000       | 14,4%           |                 |
|            | 5          | 10        | 19 de marzo de 2019   | 11 de junio de 2019 | 1 959 000       | 12,5%           |                 |
| Total      | Total      | 69        | 7 de abril de 2015    | 11 de junio de 2019 | 3 055 000       | 18,2%           |                 |

## Locaciones de exteriores
Las principales locaciones de exteriores de la serie son las siguientes:
Sevilla, Andalucía
- Clínica Hispalis (frente) - Calle Alfonso XIII 15, Sevilla
- Clìnica Hispalis (entrada de vehículos e interiores) - Calle Monsalves 10, Sevilla
- Clínica Hispalis (vista aérea del patio interno) - Calle Monsalves 10, Sevilla
- Cancha de pelota de Iñaki en los techos de la Clìnica Hispalis (vista aérea) - Calle Monsalves 6, Sevilla
- Casa de Carmen - Calle Alfarería y Calle Procurador, Sevilla

Córdoba, Andalucía
- Iglesia del casamiento de Carmen e Iñaki, Iglesia de la Magdalena - Plaza de la Magdalena 8, Córdoba
- Torre donde se sube Iñaki el día de su casamiento, Iglesia de la Magdalena - Calle Francisco Borja Pavón 5, Córdoba
- Casa de don Benito Benjumea, Palacio de Viana - Calle de Santa Isabel 2, Córdoba

Donostia, Euskadi
- Bar Kaia - Kaiko Pasealekua 23, Donostia
- Aquarium - Plaza de Carlos Blasco Imaz 1, Donostia

## Premios y nominaciones
Premios Feroz
| Año  | Categoría              | Nominados              | Resultado |
| ---- | ---------------------- | ---------------------- | --------- |
| 2016 | Mejor serie de comedia | Mejor serie de comedia | Nominada  |
| 2017 | Mejor serie de comedia | Mejor serie de comedia | Nominada  |

La serie ha obtenido los siguientes reconocimientos:
| Allí Abajo - Premios                          | Allí Abajo - Premios             | Allí Abajo - Premios | Allí Abajo - Premios | Allí Abajo - Premios |
| Año                                           | Premio                           | Categoría            | Artista/Item         | Resultado            |
| --------------------------------------------- | -------------------------------- | -------------------- | -------------------- | -------------------- |
| 2015                                          |                                  |                      |                      |                      |
| FesTVal de Televisión y Radio de Vitoria 2015 | Lo más divertido                 | Allí Abajo           | Ganadora             |                      |
| Neox Fan Awards 2015                          | Serie +Seguida                   | Allí Abajo           | Ganadora             |                      |
| Neox Fan Awards 2015                          | Prota de TV                      | Jon Plazaola         | Ganador              |                      |
| Neox Fan Awards 2015                          | Prota de TV                      | Salva Reina          | Nominado             |                      |
| Neox Fan Awards 2015                          | Prota de TV                      | María León           | Nominada             |                      |
| Premios Madrid Imagen (MIM Series) 2015       | Mejor serie (Comedia)            | Allí Abajo           | Ganadora             |                      |
| Premios Madrid Imagen (MIM Series) 2015       | Mejor actor (Comedia)            | Jon Plazaola         | Nominado             |                      |
| Premios Madrid Imagen (MIM Series) 2015       | Mejor actriz (Comedia)           | María León           | Nominada             |                      |
| Premios Zapping 2015                          | Mejor serie                      | Allí Abajo           | Nominada             |                      |
| Premios Zapping 2015                          | Mejor actriz                     | María León           | Nominada             |                      |
| 2016                                          | Premios Fotogramas de Plata 2015 | Mejor actriz de TV   | María León           | Nominada             |
| 2016                                          | Festival de Cine de Benalmádena  | Mejor serie de TV    | Allí Abajo           | Ganadora             |